# Felis margarita thinobia
Felis margarita thinobia є підвидом піщаного кота, що походить з пустель Аравійського півострова, Ірану, Пакистану та Центральної Азії.

## Таксономія
У 1926 році зоолог Сергій Огнєв описав піщаного кота, зібраного в пустелі Каракуми в Туркменістані під назвою Eremaelurus thinobius. У 1938 році британський зоолог Реджинальд Інес Покок вважав цей зразок видом під назвою Felis thinobius. Пізніше він вважав його підвидом піщаного кота, який на сьогоднішній день є загальновизнаним. У 2017 році робоча група з класифікації кішок групи спеціалістів з кішок підпорядкувала F. m. harrisoni та F. m. scheffeli до F. m. thinobia.

## Характеристика
Зразки піщаного кота, зібрані в пустелі Каракуми в Туркестані, були описані як більш темний і сірий колір хутра, ніж сахарський піщаний кіт (F. m. margarita), з менш вираженими мітками та лише 2-3 кільцями на хвості. Екземпляри з Пакистану були більш марковані, мали менш розширену потилицю, ніж екземпляри з Туркестану. Пізніші дослідження підтвердили, що F. m. thinobia більший за розміром з більш сірим хутром і меншою кількістю відмітин, ніж F. m. margarita.